# Франсіско Родрігес Гарсія
Франсіско Родрігес Гарсія (ісп. Francisco Rodríguez García, кат. Francesc Rodríguez i García), більш відомий як просто Родрі (8 березня 1934, Барселона — 17 травня 2022) — іспанський каталонський футболіст, що грав на позиції захисника. По завершенні ігрової кар'єри — тренер.
Виступав більшу частину кар'єри за клуб «Барселона», з якою став дворазовим чемпіоном Іспанії, дворазовим володарем Кубка Іспанії та володарем Кубка ярмарків, а також національну збірну Іспанії, з якою брав участь у чемпіонаті світу.

## Клубна кар'єра
У дорослому футболі дебютував 1953 року виступами за барселонську команду «Еспанья Індустріаль», яка 1956 року виграла Сегунду і вперше у своїй історії вийшла до Ла Ліги, змінивши назву на «Кондаль». В іспанській Прімері він дебютував 9 вересня 1956 року в матчі проти «Реалу» (0:6) і загалом за сезон зіграв у всіх 30 іграх. Втім у елітному дивізіоні команда втриматись не змогла, посівши останнє 16-те місце і після одного сезону повернулась до Сегунди, де Родрі провів ще рік.
1958 року перейшов до клубу «Барселона», за який відіграв 5 сезонів. У перші сезони Франсіско був основним гравцем, здобувши першого сезону з командою «золотий дубль», а наступного вигравши чемпіонат і Кубок ярмарків, після чого 1960 року каталонський гранд підписав досвідченого захисника Хесус Гарай, через якого Родрі втратив місце в основі і став виходити нерегулярно, вигравши з командою ще один кубок країни у свій останній сезон 1962/63, хоча і останній раз у складі «Барселони» зіграв задовго до того фіналу, 3 березня 1963 року в матчі чемпіонату проти «Реал Ов'єдо» (2:1). Формально числився у команді до 1966 року, але більше жодної гри через травми так і не зіграв.

## Виступи за збірну
1957 року зіграв один матч за збірну Каталонії, а 1959 року і за другу збірну Іспанії, після чого не зігравши жодного матчу за національну збірну Іспанії, був включений до заявки команди на чемпіонат світу 1962 року у Чилі. Там він 3 червня дебютував за національну команду в грі проти Мексики (1:0), а потім зіграв і у матчі проти Бразилії, який іспанці програли 1:2, посівши останнє місце у групі.
Згодом у листопаді того ж року Родрі зіграв ще у двох матчах відбору на Євро-1964 проти Румунії (6:0 і 1:3), після чого за збірну більше не грав. Загалом протягом кар'єри у національній команді, яка тривала 1 рік, провів у її формі 4 матчі.

## Кар'єра тренера
Після закінчення футбольної кар’єри Родрі став тренером. Тренерську роботу розпочав з підготовки юніорів «Барселона». У 1969–1970 роках він був головним тренером «Кондаля», що грав у Терсері. Після розпуску команди Родрі повернувся до Барселони, де протягом 6 років був помічником головних тренерів.
У 1980-х роках він був тренером молодіжної збірної Каталонії.

## Титули і досягнення
- Чемпіон Іспанії (2):

«Барселона»: 1958–59, 1959–60
- Володар Кубка Іспанії (2):

«Барселона»: 1958–59, 1962–63
- Володар Кубка ярмарків (1):

«Барселона»: 1958–60